# Vamos (Apokoronas)
Vamos (griechisch Βάμος (m. sg.)) ist ein Dorf mit (2011) 706 Einwohnern im Westen Kretas. Es liegt etwa 26 km südöstlich von Chania.
Bis 2010 war Vamos auch eine selbständige Gemeinde, seit 1997 nach einigen Eingemeindungen als Stadtgemeinde (dimos), die rund 3000 Einwohner beherbergte. Zum 1. Januar ging Vamos in der Gemeinde Apokoronas auf, in der es seither einen von sechs Gemeindebezirken bildet.
Vamos wurde im 12. Jahrhundert gegründet. 1896 war es Schauplatz einer Revolte gegen die damalige Herrschaft der Türken auf Kreta. Ab 1995 wurde die Stadt von einigen der etwa 650 Einwohnern mit Hilfe von EU-Mitteln saniert, um die traditionelle Lebensweise und Ausstrahlung der Stadt zu erhalten. Dazu wurden einige der alten Steinhäuser restauriert und zu Gästehäusern umgebaut.
In Vamos befindet sich ein Ärztezentrum (Health Center Vamos), das die medizinische Versorgung der umliegenden Ortschaften leistet. Vamos war von 1867 bis 1913 der Hauptort des Sandschak İsfakiye (Sfakia), und darin des Kaza Apokoron, der als Apokoronas bis 1997 eine griechische Provinz bildete.
Zur Gemeindebezirk Vamos gehören die Orte Douliana, Gavalochori, Agios Pavlos, Koprana, Agios Vasilios, Plaka, Almirida, Kambia, Kokkino Chorio, Kaina, Kefalas, Paleloni, Drapanos, Xerosterni, Litsarda, Sellia, Souri, Likotinara und Kalamitsi Alexandrou.

## Kloster Karidi

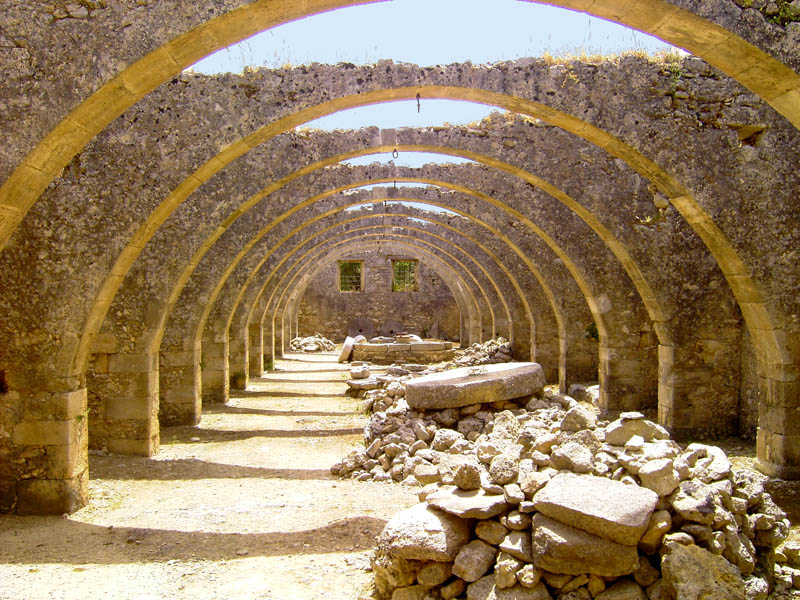
Ölmühle Kloster Karidi

Südlich des Ortes Vamos liegen die Ruinen des Klosters Karidi mit der Kirche des Ag. Georgios. Die Anlage war ursprünglich eine venezianische Siedlung, die während der Osmanischen Herrschaft zerstört wurde. Bis zu Beginn des 19. Jahrhunderts gehörte das Kloster mit seinen Ländereien als Gutshof zum Kloster Agia Triada auf Akrotiri.